# Isatis takhtajanii
Isatis takhtajanii är en korsblommig växtart som beskrevs av V.E. Avet. Isatis takhtajanii ingår i släktet vejdar, och familjen korsblommiga växter. Inga underarter finns listade i Catalogue of Life.